# كلية التجارة (جامعة مدينة السادات)
كلية التجارة بجامعة مدينة السادات، هي كُليّة تختص بالتعليم الجامعي وبالدراسات العليا من دبلوم وماجستير ودكتوراه في مجالات المعاملات التجارية والمحاسبة وإدارة الأعمال. تقع الكلية في مدينة السادات شمال مصر.

## تاريخ
تأسست الكلية عام 2000 كفرع لكلية التجارة بشبين الكوم التابعة لجامعة المنوفية، ثم أنشئ فرع لجامعة المنوفية بمدينة السادات وأصبحت كلية مستقلة بذاتها تابعة للفرع الجديد بموجب القرار الجمهوري رقم 267 الصادر في أغسطس عام 2006.
حتى استقل الفرع وأصبحت تابعة لجامعة مدينة السادات منذ 25 مارس عام 2013.

## أقسام الكلية
تشتمل الكلية على 4 أقسام:
- إدارة الأعمال.
- الاقتصاد والمالية العامة.
- المحاسبة والمراجعة.
- رياضيات وتأمين وإحصاء.